# Resolutie 1653 Veiligheidsraad Verenigde Naties
Resolutie 1653 van de Veiligheidsraad van de Verenigde Naties werd unaniem door de
VN-Veiligheidsraad aangenomen op 27 januari 2006. De resolutie
vroeg om samenwerking tussen de landen in het Grote Merengebied tegen de gewapende groepen en milities
in die regio.

## Inhoud

### Waarnemingen
Al jaren werd het Grote Merengebied in Afrika geplaagd door gewapende conflicten waarbij op grote schaal
de mensenrechten werden geschonden. De illegale ontginning van grondstoffen en de
illegale wapenhandel wakkerden die conflicten nog verder aan. De humanitaire situatie in de regio was dan ook
zeer slecht; vooral waar gewapende groepen de grenzen overstaken.
Op 19 en 20 november 2004 was in Dar es Salaam een eerste
conferentie over vrede, stabiliteit, democratie en ontwikkeling in het Grote Merengebied gehouden. Intussen
maakte het vredesproces in de regio vorderingen. Zo was in Burundi een regering verkozen en zaten de
Congolese instellingen in een overgangsfase.

### Handelingen
Er werd op aangedrongen dat de landen in de regio verder bouwden aan goede onderlinge relaties en een vreedzame samenleving
en dat ze tot een oplossing voor de disputen kwamen. De landen werden ook aangespoord om meer respect voor de mensenrechten aan de dag te
leggen, vooral ten aanzien van vrouwen en kinderen. Ook werd erop aangedrongen dat schenders van de mensenrechten voor de
rechter zouden worden gebracht. Hiervoor moest men samenwerken.
De activiteiten van milities en gewapende groepen werden sterk veroordeeld. Zo waren er die de bevolking,
VN-personeel en hulpverleners aanvielen en werd de stabiliteit van de landen bedreigd. Die landen moesten hen
ontwapenen en demobiliseren en samenwerken aan de repatriëring van buitenlandse groepen.

## Verwante resoluties
- Resolutie 1649 Veiligheidsraad Verenigde Naties (2005)
- Resolutie 1650 Veiligheidsraad Verenigde Naties (2005)
- Resolutie 1654 Veiligheidsraad Verenigde Naties
- Resolutie 1669 Veiligheidsraad Verenigde Naties

Lijst ·  1652 ·  1653 ·  1654 ·  1655 ·  1656 ·  1657 ·  1658 ·  1659 ·  1660 ·  1661 ·  1662 ·  1663 ·  1664 ·  1665 ·  1666 ·  1667 ·  1668 ·  1669 ·  1670 ·  1671 ·  1672 ·  1673 ·  1674 ·  1675 ·  1676 ·  1677 ·  1678 ·  1679 ·  1680 ·  1681 ·  1682 ·  1683 ·  1684 ·  1685 ·  1686 ·  1687 ·  1688 ·  1689 ·  1690 ·  1691 ·  1692 ·  1693 ·  1694 ·  1695 ·  1696 ·  1697 ·  1698 ·  1699 ·  1700 ·  1701 ·  1702 ·  1703 ·  1704 ·  1705 ·  1706 ·  1707 ·  1708 ·  1709 ·  1710 ·  1711 ·  1712 ·  1713 ·  1714 ·  1715 ·  1716 ·  1717 ·  1718 ·  1719 ·  1720 ·  1721 ·  1722 ·  1723 ·  1724 ·  1725 ·  1726 ·  1727 ·  1728 ·  1729 ·  1730 ·  1731 ·  1732 ·  1733 ·  1734 ·  1735 ·  1736 ·  1737 ·  1738